# Ordina Open
Ordina Open är en tennisturnering för både damer och herrar som spelas årligen sedan 1990 i 's-Hertogenbosch, Nederländerna. På ATP-touren ingår turneringen i 250 Series och på WTA-touren i Tier III. Den spelas utomhus på gräs i juni.

## Resultat

### Herrsingel
| År   | Mästare                                    | Finalist                                   | Resultat                                   |
| ---- | ------------------------------------------ | ------------------------------------------ | ------------------------------------------ |
| 1990 | Amos Mansdorf                              | Alexander Volkov                           | 6-3, 7-6                                   |
| 1991 | Christian Saceanu                          | Michiel Schapers                           | 6-1, 3-6, 7-5                              |
| 1992 | Michael Stich                              | Jonathan Stark                             | 6-4, 7-5                                   |
| 1993 | Arnaud Boetsch                             | Wally Masur                                | 3-6, 6-3, 6-3                              |
| 1994 | Richard Krajicek                           | Karsten Braasch                            | 6-3, 6-4                                   |
| 1995 | Karol Kučera                               | Anders Järryd                              | 7-6(7), 7-6(4)                             |
| 1996 | Richey Reneberg                            | Stephane Simian                            | 6-4, 6-0                                   |
| 1997 | Richard Krajicek                           | Guillaume Raoux                            | 6-4, 7-6(7)                                |
| 1998 | Patrick Rafter                             | Martin Damm                                | 7-6(2), 6-2                                |
| 1999 | Patrick Rafter                             | Andrei Pavel                               | 3-6, 7-6(7), 6-4                           |
| 2000 | Patrick Rafter                             | Nicolas Escudé                             | 6-1, 6-3                                   |
| 2001 | Lleyton Hewitt                             | Guillermo Cañas                            | 6-3, 6-4                                   |
| 2002 | Sjeng Schalken                             | Arnaud Clément                             | 3-6, 6-3, 6-2                              |
| 2003 | Sjeng Schalken                             | Arnaud Clément                             | 6-3, 6-4                                   |
| 2004 | Michaël Llodra                             | Guillermo Coria                            | 6-3, 6-4                                   |
| 2005 | Mario Ančić                                | Michaël Llodra                             | 7-5, 6-4                                   |
| 2006 | Mario Ančić                                | Jan Hernych                                | 6-0, 5-7, 7-5                              |
| 2007 | Ivan Ljubičić                              | Peter Wessels                              | 7-6, 4-6, 7-6                              |
| 2008 | David Ferrer                               | Marc Gicquel                               | 6-4, 6-2                                   |
| 2009 | Benjamin Becker                            | Raemon Sluiter                             | 7–5, 6–3                                   |
| 2010 | Sergiy Stakhovsky                          | Janko Tipsarević                           | 6–3, 6–0                                   |
| 2011 | Dmitry Tursunov                            | Ivan Dodig                                 | 6–3, 6–2                                   |
| 2012 | David Ferrer (2)                           | Philipp Petzschner                         | 6–3, 6–4                                   |
| 2013 | Nicolas Mahut                              | Stanislas Wawrinka                         | 6–3, 6–4                                   |
| 2014 | Roberto Bautista Agut                      | Benjamin Becker                            | 2–6, 7–6(7–2), 6–4                         |
| 2015 | Nicolas Mahut (2)                          | David Goffin                               | 7–6(7–1), 6–1                              |
| 2016 | Nicolas Mahut (3)                          | Gilles Müller                              | 6–4, 6–4                                   |
| 2017 | Gilles Müller                              | Ivo Karlović                               | 7–6(7–5), 7–6(7–4)                         |
| 2018 | Richard Gasquet                            | Jérémy Chardy                              | 6–3, 7–6(7–5)                              |
| 2019 | Adrian Mannarino                           | Jordan Thompson                            | 7–6(9–7), 6–3                              |
| 2020 | Hölls inte på grund av coronaviruspandemin | Hölls inte på grund av coronaviruspandemin | Hölls inte på grund av coronaviruspandemin |

### Herrdubbel
| År   | Mästare                                    | Finalister                                 | Resultat                                   |
| ---- | ------------------------------------------ | ------------------------------------------ | ------------------------------------------ |
| 1990 | Jakob Hlasek / Michael Stich               | Jim Grabb / Patrick McEnroe                | 7-6, 6-3                                   |
| 1991 | Hendrik Jan Davids / Paul Haarhuis         | Richard Krajicek / Jan Siemerink           | 6-3, 7-6                                   |
| 1992 | Jim Grabb / Richey Reneberg                | John McEnroe / Michael Stich               | 6-4, 6-7, 6-4                              |
| 1993 | Patrick McEnroe / Jonathan Stark           | David Adams / Andrei Olhovskiy             | 7-6, 1-6, 6-4                              |
| 1994 | Stephen Noteboom / Fernon Wibier           | Diego Nargiso / Peter Nyborg               | 6-3, 1-6, 7-6                              |
| 1995 | Richard Krajicek / Jan Siemerink           | Hendrik Jan Davids / Andrei Olhovskiy      | 7-5, 6-3                                   |
| 1996 | Paul Kilderry / Pavel Vízner               | Anders Järryd / Daniel Nestor              | 7-5, 6-3                                   |
| 1997 | Jacco Eltingh / Paul Haarhuis              | Trevor Kronemann / David Macpherson        | 6-4, 7-5                                   |
| 1998 | Guillaume Raoux / Jan Siemerink            | Joshua Eagle / Andrew Florent              | 6-3, 3-6, 6-1                              |
| 1999 | dubbelfinalen spelades inte (regn)         | dubbelfinalen spelades inte (regn)         | dubbelfinalen spelades inte (regn)         |
| 2000 | Martin Damm / Cyril Suk                    | Paul Haarhuis / Sandon Stolle              | 6-4, 6-7, 7-6                              |
| 2001 | Paul Haarhuis / Sjeng Schalken             | Martin Damm / Cyril Suk                    | 6-4, 6-4                                   |
| 2002 | Martin Damm / Cyril Suk                    | Paul Haarhuis / Brian MacPhie              | 7-6, 6-7, 6-4                              |
| 2003 | Martin Damm / Cyril Suk                    | Donald Johnson / Leander Paes              | 7-5, 7-6                                   |
| 2004 | Martin Damm / Cyril Suk                    | Lars Burgsmüller / Jan Vacek               | 6-3, 6-7, 6-3                              |
| 2005 | Cyril Suk / Pavel Vízner                   | Tomáš Cibulec / Leoš Friedl                | 6-3, 6-4                                   |
| 2006 | Martin Damm / Leander Paes                 | Arnaud Clément / Chris Haggard             | 6-1, 7-6                                   |
| 2007 | Jeff Coetzee / Rogier Wassen               | Martin Damm / Leander Paes                 | 3-6, 7-6, [12-10]                          |
| 2008 | Mario Ancic / Jurgen Melzer                | Mahesh Bhupathi / Leander Paes             | 7-6(5), 6-3                                |
| 2009 | Wesley Moodie Dick Norman                  | Johan Brunström Jean-Julien Rojer          | 7–6(7–3), 6–7(8–10), [10–5]                |
| 2010 | Robert Lindstedt Horia Tecău               | Lukáš Dlouhý Leander Paes                  | 1–6, 7–5, [10–7]                           |
| 2011 | Daniele Bracciali František Čermák         | Robert Lindstedt Horia Tecău               | 6–3, 2–6, [10–8]                           |
| 2012 | Robert Lindstedt (2) Horia Tecău (2)       | Juan Sebastián Cabal Dmitry Tursunov       | 6–3, 7–6(7–1)                              |
| 2013 | Max Mirnyi Horia Tecău (3)                 | Andre Begemann Martin Emmrich              | 6–3, 7–6(7–4)                              |
| 2014 | Jean-Julien Rojer Horia Tecău (4)          | Santiago González Scott Lipsky             | 6–3, 7–6(7–3)                              |
| 2015 | Ivo Karlović Łukasz Kubot                  | Pierre-Hugues Herbert Nicolas Mahut        | 6–2, 7–6(11–9)                             |
| 2016 | Mate Pavić Michael Venus                   | Dominic Inglot Raven Klaasen               | 3–6, 6–3, [11–9]                           |
| 2017 | Łukasz Kubot (2) Marcelo Melo              | Raven Klaasen Rajeev Ram                   | 6–3, 6–4                                   |
| 2018 | Dominic Inglot Franko Škugor               | Raven Klaasen Michael Venus                | 7–6(7–3), 7–5                              |
| 2019 | Dominic Inglot (2) Austin Krajicek         | Marcus Daniell Wesley Koolhof              | 6–4, 4–6, [10–4]                           |
| 2020 | Hölls inte på grund av coronaviruspandemin | Hölls inte på grund av coronaviruspandemin | Hölls inte på grund av coronaviruspandemin |

### Damsingel
| År   | Mästare                                    | Finalist                                   | Resultat                                   |
| ---- | ------------------------------------------ | ------------------------------------------ | ------------------------------------------ |
| 1996 | Anke Huber                                 | Helena Suková                              | 6-4, 7-6                                   |
| 1997 | Ruxandra Dragomir                          | Miriam Oremans                             | 5-7, 6-2, 6-4                              |
| 1998 | Julie Halard-Decugis                       | Miriam Oremans                             | 6-2, 6-4                                   |
| 1999 | Kristina Brandi                            | Silvija Talaja                             | 6-0, 3-6, 6-1                              |
| 2000 | Martina Hingis                             | Ruxandra Dragomir                          | 6-2, 3-0 uppgivet                          |
| 2001 | Justine Henin                              | Kim Clijsters                              | 6-4, 3-6, 6-3                              |
| 2002 | Eleni Daniilidou                           | Jelena Dementieva                          | 3-6, 6-2, 6-3                              |
| 2003 | Kim Clijsters                              | Justine Henin-Hardenne                     | 6-7(4), 3-0 uppgivet                       |
| 2004 | Mary Pierce                                | Klára Koukalová                            | 7-6(6), 6-2                                |
| 2005 | Klára Koukalová                            | Lucie Šafářová                             | 3-6, 6-2, 6-2                              |
| 2006 | Michaëlla Krajicek                         | Dinara Safina                              | 6-3, 6-4                                   |
| 2007 | Anna Tjakvetadze                           | Jelena Janković                            | 7-6(2), 3-6, 6-3                           |
| 2008 | Tamarine Tanasugarn                        | Dinara Safina                              | 7-5, 6-3                                   |
| 2009 | Tamarine Tanasugarn (2)                    | Yanina Wickmayer                           | 6–3, 7–5                                   |
| 2010 | Justine Henin (2)                          | Andrea Petkovic                            | 3–6, 6–3, 6–4                              |
| 2011 | Roberta Vinci                              | Jelena Dokić                               | 6–7(7–9), 6–3, 7–5                         |
| 2012 | Nadia Petrova                              | Urszula Radwańska                          | 6–4, 6–3                                   |
| 2013 | Simona Halep                               | Kirsten Flipkens                           | 6–4, 6–2                                   |
| 2014 | Coco Vandeweghe                            | Zheng Jie                                  | 6–2, 6–4                                   |
| 2015 | Camila Giorgi                              | Belinda Bencic                             | 7–5, 6–3                                   |
| 2016 | Coco Vandeweghe (2)                        | Kristina Mladenovic                        | 7–5, 7–5                                   |
| 2017 | Anett Kontaveit                            | Natalia Vikhlyantseva                      | 6–2, 6–3                                   |
| 2018 | Aleksandra Krunić                          | Kirsten Flipkens                           | 6–7(0–7), 7–5, 6–1                         |
| 2019 | Alison Riske                               | Kiki Bertens                               | 0–6, 7–6(7–3), 7–5                         |
| 2020 | Hölls inte på grund av coronaviruspandemin | Hölls inte på grund av coronaviruspandemin | Hölls inte på grund av coronaviruspandemin |

### Damdubbel
| År   | Mästare                                          | Finalist                                       | Resultat                                   |
| ---- | ------------------------------------------------ | ---------------------------------------------- | ------------------------------------------ |
| 1996 | Larisa Savchenko Neiland Brenda Schultz-McCarthy | Kristie Boogert Helena Suková                  | 6–4, 7–6(9–7)                              |
| 1997 | Eva Melicharová Helena Vildová                   | Karina Habšudová Florencia Labat               | 6–3, 7–6(8–6)                              |
| 1998 | Sabine Appelmans Miriam Oremans                  | Cătălina Cristea Eva Melicharová               | 6–7(4–7), 7–6(8–6), 7–6(7–5)               |
| 1999 | Silvia Farina Rita Grande                        | Cara Black Kristie Boogert                     | 7–5, 7–6(7–2)                              |
| 2000 | Erika deLone Nicole Pratt                        | Catherine Barclay Karina Habšudová             | 7–6(8–6), 4–3 ret.                         |
| 2001 | Ruxandra Dragomir Ilie Nadia Petrova             | Kim Clijsters Miriam Oremans                   | 7–6(7–5), 6–7(5–7), 6–4                    |
| 2002 | Catherine Barclay Martina Müller                 | Bianka Lamade Magdalena Maleeva                | 6–4, 7–5                                   |
| 2003 | Elena Dementieva Lina Krasnoroutskaya            | Mary Pierce Nadia Petrova                      | 2–6, 6–3, 6–4                              |
| 2004 | Lisa McShea Milagros Sequera                     | Jelena Kostanić Claudine Schaul                | 7–6(7–3), 6–3                              |
| 2005 | Anabel Medina Garrigues Dinara Safina            | Iveta Benešová Nuria Llagostera Vives          | 6–4, 2–6, 7–6(13–11)                       |
| 2006 | Yan Zi Zheng Jie                                 | Ana Ivanovic Maria Kirilenko                   | 3–6, 6–2, 6–2                              |
| 2007 | Chan Yung-jan Chuang Chia-jung                   | Anabel Medina Garrigues Virginia Ruano Pascual | 7–5, 6–2                                   |
| 2008 | Marina Erakovic Michaëlla Krajicek               | Līga Dekmeijere Angelique Kerber               | 6–3, 6–2                                   |
| 2009 | Sara Errani Flavia Pennetta                      | Michaëlla Krajicek Yanina Wickmayer            | 6–4, 5–7, [13–11]                          |
| 2010 | Alla Kudryavtseva Anastasia Rodionova            | Vania King Yaroslava Shvedova                  | 3–6, 6–3, [10–6]                           |
| 2011 | Barbora Záhlavová-Strýcová Klára Zakopalová      | Dominika Cibulková Flavia Pennetta             | 1–6, 6–4, [10–7]                           |
| 2012 | Sara Errani (2) Roberta Vinci                    | Maria Kirilenko Nadia Petrova                  | 6–4, 3–6, [11–9]                           |
| 2013 | Irina-Camelia Begu Anabel Medina Garrigues (2)   | Dominika Cibulková Arantxa Parra Santonja      | 4–6, 7–6(7–3), [11–9]                      |
| 2014 | Marina Erakovic (2) Arantxa Parra Santonja       | Michaëlla Krajicek Kristina Mladenovic         | 0–6, 7–6(7–5), [10–8]                      |
| 2015 | Asia Muhammad Laura Siegemund                    | Jelena Janković Anastasia Pavlyuchenkova       | 6–3, 7–5                                   |
| 2016 | Oksana Kalashnikova Yaroslava Shvedova           | Xenia Knoll Aleksandra Krunić                  | 6–1, 6–1                                   |
| 2017 | Dominika Cibulková Kirsten Flipkens              | Kiki Bertens Demi Schuurs                      | 4–6, 6–4, [10–6]                           |
| 2018 | Elise Mertens Demi Schuurs                       | Kiki Bertens Kirsten Flipkens                  | 3–3 uppgivet.                              |
| 2019 | Shuko Aoyama Aleksandra Krunić                   | Lesley Kerkhove Bibiane Schoofs                | 7–5, 6–3                                   |
| 2020 | Hölls inte på grund av coronaviruspandemin       | Hölls inte på grund av coronaviruspandemin     | Hölls inte på grund av coronaviruspandemin |